# 空天信息大学
空天信息大学（Aerospace Information Technology University）位于中华人民共和国山东省济南市，是正在筹建中的山东省属公办普通本科高校，由山东省人民政府主办，纳入教育部高校设置“十四五”规划，是中国首所以“空天信息”命名的高等院校。校园占地面积1123亩，学校规划总建筑面积约65万平方米。
学校计划招生规模10000人，其中本科生5000人、硕士研究生3000人、博士研究生2000人，学校2025年起招收本科生。先期筹建电子信息学院、电子与集成电路学院、遥感科学与技术学院、导航与物联网学院、光子学与光学工程学院、计算机与人工智能学院等学院和“通信、导航、遥感”等方面的11个本科专业。